# Мелинишин, Сергей Витальевич
Мелини́шин Серге́й Вита́льевич (укр. Мелінишин Сергій Віталійович; род. 26 мая 1997, Львов) — украинский футболист, защитник

## Карьера
Воспитанник футбольного клуба «Карпаты». В составе клуба занимался с 2010 по 2014 годы. Летом 2014 года перешёл в «Волынь». Первые два сезона выступал за молодёжный состав. В Украинской премьер-лиге дебютировал 24 сентября 2016 года в матче против донецкого «Шахтёра».

## Статистика выступлений
| Клуб             | Лига             | Сезон            | Чемпионат | Чемпионат | Кубки | Кубки | Еврокубки | Еврокубки | Итого | Итого |
| Клуб             | Лига             | Сезон            | Игры      | Голы      | Игры  | Голы  | Игры      | Голы      | Игры  | Голы  |
| ---------------- | ---------------- | ---------------- | --------- | --------- | ----- | ----- | --------- | --------- | ----- | ----- |
| Волынь           | Премьер-лига     | 2014/15          | 0         | 0         | 0     | 0     | 0         | 0         | 0     | 0     |
| Волынь           | Премьер-лига     | 2015/16          | 0         | 0         | 0     | 0     | 0         | 0         | 0     | 0     |
| Волынь           | Премьер-лига     | 2016/17          | 5         | 0         | 0     | 0     | 0         | 0         | 5     | 0     |
| Волынь           | Итого            | Итого            | 5         | 0         | 0     | 0     | 0         | 0         | 5     | 0     |
| Всего за карьеру | Всего за карьеру | Всего за карьеру | 5         | 0         | 0     | 0     | 0         | 0         | 5     | 0     |